# رنا کاتو
رنا کاتو (انگلیسی: Rena Kato؛ زادهٔ ۱۰ ژوئیهٔ ۱۹۹۷) خواننده، مدل، بازیگر و شخصیت تلویزیونی اهل ژاپن است. وی از سال ۲۰۱۰ میلادی تاکنون مشغول فعالیت بوده‌است.